# Бабљак (Колашин)
Бабљак је насеље у општини Колашин у Црној Гори. Према попису из 2003. било је 200 становника (према попису из 1991. било је 196 становника).

## Демографија
У насељу Бабљак живи 143 пунолетна становника, а просечна старост становништва износи 34,9 година (35,7 код мушкараца и 34,1 код жена). У насељу има 56 домаћинстава, а просечан број чланова по домаћинству је 3,57.
Ово насеље је углавном насељено Србима (према попису из 2003. године), а у последња три пописа, примећен је пораст у броју становника.
|  |

| Демографија | Демографија | Демографија |
| Година      | Становника  | Становника  |
| ----------- | ----------- | ----------- |
|             |             |             |
|             |             |             |
|             |             |             |
|             |             |             |
| 1948.       | 100         |             |
| 1953.       | 94          |             |
| 1961.       | 137         |             |
| 1971.       | 137         |             |
| 1981.       | 169         |             |
| 1991.       | 196         | 196         |
| 2003.       | 211         | 200         |
|             |             |             |

| Етнички састав према попису из 2003.‍ | Етнички састав према попису из 2003.‍ | Етнички састав према попису из 2003.‍ | Етнички састав према попису из 2003.‍ | Етнички састав према попису из 2003.‍ |
| ------------------------------------ | ------------------------------------ | ------------------------------------ | ------------------------------------ | ------------------------------------ |
|                                      |                                      |                                      |                                      |                                      |
| Срби                                 | Срби                                 |                                      | 160                                  | 80,0%                                |
| Црногорци                            | Црногорци                            |                                      | 38                                   | 19,0%                                |
| Муслимани                            | Муслимани                            |                                      | 1                                    | 0,5%                                 |
| Македонци                            | Македонци                            |                                      | 1                                    | 0,5%                                 |
| непознато                            | непознато                            |                                      | 0                                    | 0,0%                                 |

| Година пописа     | 1948. | 1953. | 1961. | 1971. | 1981. | 1991. | 2003. |
| ----------------- | ----- | ----- | ----- | ----- | ----- | ----- | ----- |
| Број домаћинстава | 29    | 27    | 35    | 38    | 43    | 57    | 56    |

| Број чланова      | 1  | 2  | 3 | 4 | 5  | 6  | 7 | 8 | 9 | 10 и више | Просек |
| ----------------- | -- | -- | - | - | -- | -- | - | - | - | --------- | ------ |
| Број домаћинстава | 56 | 11 | 6 | 8 | 12 | 13 | 4 | 1 | 0 | 1         | 0      |

| Пол    | Укупно | Неожењен/Неудата | Ожењен/Удата | Удовац/Удовица | Разведен/Разведена | Непознато |
| ------ | ------ | ---------------- | ------------ | -------------- | ------------------ | --------- |
| Мушки  | 76     | 26               | 43           | 4              | 2                  | 1         |
| Женски | 78     | 25               | 45           | 6              | 2                  | 0         |
| УКУПНО | 154    | 51               | 88           | 10             | 4                  | 1         |

| Пол    | Укупно                    | Пољопривреда, лов и шумарство | Рибарство                            | Вађење руде и камена | Прерађивачка индустрија       |
| ------ | ------------------------- | ----------------------------- | ------------------------------------ | -------------------- | ----------------------------- |
| Мушки  | 40                        | 3                             | 0                                    | 0                    | 17                            |
| Женски | 16                        | 0                             | 0                                    | 0                    | 3                             |
| УКУПНО | 56                        | 3                             | 0                                    | 0                    | 20                            |
| Пол    | Производња и снабдевање   | Грађевинарство                | Трговина                             | Хотели и ресторани   | Саобраћај, складиштење и везе |
| Мушки  | 1                         | 0                             | 2                                    | 2                    | 3                             |
| Женски | 0                         | 0                             | 1                                    | 3                    | 1                             |
| УКУПНО | 1                         | 0                             | 3                                    | 5                    | 4                             |
| Пол    | Финансијско посредовање   | Некретнине                    | Државна управа и одбрана             | Образовање           | Здравствени и социјални рад   |
| Мушки  | 0                         | 0                             | 8                                    | 0                    | 0                             |
| Женски | 0                         | 0                             | 2                                    | 2                    | 3                             |
| УКУПНО | 0                         | 0                             | 10                                   | 2                    | 3                             |
| Пол    | Остале услужне активности | Приватна домаћинства          | Екстериторијалне организације и тела | Непознато            | Непознато                     |
| Мушки  | 3                         | 0                             | 0                                    | 1                    | 1                             |
| Женски | 1                         | 0                             | 0                                    | 0                    | 0                             |
| УКУПНО | 4                         | 0                             | 0                                    | 1                    | 1                             |